# Nactus inundatus
Nactus inundatus — вид геконоподібних ящірок родини геконових (Gekkonidae). Ендемік Нової Гвінеї. Описаний у 2020 році.

## Поширення і екологія
Nactus inundatus мешкають на заході Папуа Нової Гвінеї, від річки Флай до озера Маррі, можливо, також на сході індонезійської провінції Південне Папуа.